# Olha Skrypak
Olha Skrypak, 2 december 1990 i Tjernihiv oblast, Ukrainska SSR, Sovjetunionen, är en ukrainsk friidrottare som tävlar i långdistanslöpning.